# Brachypauropus strebeli
Brachypauropus strebeli är en mångfotingart som beskrevs av Walter Hüther 1971. Brachypauropus strebeli ingår i släktet Brachypauropus och familjen Brachypauropodidae. Inga underarter finns listade i Catalogue of Life.